# Stefan Schauer
Stefan Schauer (* 12. Januar 1983 in Schongau) ist ein ehemaliger deutscher Eishockeyspieler, der im Verlauf seiner aktiven Karriere zwischen 1999 und 2007 unter anderem 229 Spiele für die Kölner Haie und Nürnberg Ice Tigers aus der Deutschen Eishockey Liga bestritten hat.

## Karriere

### National
Mit 17 Jahren debütierte Schauer im Jahr 2000 in der 2. Bundesliga beim SC Riessersee. Dort spielte er bis 2002. Bereits während des NHL Entry Draft 2001 wurde er von den Verantwortlichen der Ottawa Senators in der fünften Runde an insgesamt 162. Position ausgewählt. Zur Saison 2002/03 wechselte er zu den Kölner Haien, spielte in seinen beiden Jahren, die der Linksschütze beim KEC unter Vertrag stand, jedoch häufig mit einer Förderlizenz beim EV Duisburg, die damals in der 2. Bundesliga aktiv waren.
Im Sommer 2004 schloss er sich den Nürnberg Ice Tigers an, wo er einen Kontrakt bis zum Ende der Spielzeit 2009/10 besaß. Sein Vertrag wurde aus gesundheitlichen Gründen zum 1. August 2008 aufgelöst. Wegen anhaltenden gesundheitlichen Problemen hat er nach dem 7. Januar 2007 kein Spiel mehr für die Ice Tigers in der Deutschen Eishockey Liga bestreiten können.

### International
Stefan Schauer ist zudem 34-facher deutscher Nationalspieler und vertrat Deutschland bei der Weltmeisterschaft 2005 in Österreich und bei den Olympischen Winterspielen 2006 in Turin.

## Erfolge und Auszeichnungen
- 2001 DNL-Meister mit dem SC Riessersee
- 2002 Aufstieg in die Top-Division bei der U20-Junioren-Weltmeisterschaft der Division I
- 2005 Teilnahme am DEL All-Star Game
- 2006 Teilnahme am DEL All-Star Game

## Karrierestatistik

### International
Vertrat Deutschland bei:
| - U18-Junioren-Weltmeisterschaft 2000 - U18-Junioren-Weltmeisterschaft 2001 - U20-Junioren-Weltmeisterschaft der Division I 2002 | - U20-Junioren-Weltmeisterschaft 2003 - Weltmeisterschaft 2005 - Olympische Winterspiele 2006 |

(Legende zur Spielerstatistik: Sp oder GP = absolvierte Spiele; T oder G = erzielte Tore; V oder A = erzielte Assists; Pkt oder Pts = erzielte Scorerpunkte; SM oder PIM = erhaltene Strafminuten; +/− = Plus/Minus-Bilanz; PP = erzielte Überzahltore; SH = erzielte Unterzahltore; GW = erzielte Siegtore; 1 Play-downs/Relegation; Kursiv: Statistik nicht vollständig)